# Nigel Beaverhausen
Nigel Beaverhausen is een personage uit het spel Tony Hawk's Underground 2.

## Tony Hawk's Underground 2
Het skateboardteam ontmoet Nigel in het Berlijn-level. Nigel biedt ze aan de beelden van de tour te verkopen op video. Nadat hij wordt afgewezen (lees: met duc-tape vastgemaakt aan zijn eigen trailer en een bange schildpad in zijn broek krijgen) begint hij met het verkopen van onbevoegde beelden. In het Sydney-level neemt Tony Hawk wraak op hem en maakt de lokale inwoners boos op hem, dit gebeurt met hulp van de speler. In het New Orleans-level weet hij uiteindelijk een deal te sluiten, hij betaalt de HELE tour in ruil voor exclusief materiaal.
Aan het eind van het spel komen ze erachter dat in plaats van tour-beelden hij eigenlijk een tape heeft van Phil Margera op de wc, tevens trekt Bam Margera zijn broek omlaag voor internationale televisie.
Er is ook een code voor Nigel, welke sellout is, hiermee kan je met zijn personage spelen in de High Score en Free Skate opties.